# Poker (film)
Poker är en svensk långfilm från 1951 i regi av Gösta Bernhard.

## Handling
Föreståndaren för en bensinmack på Norr Mälarstrand i Stockholm, Sven Bergström, åtalas för mord eller dråp på en professionell känd pokerspelare som kallas för  ’’Rövarn’’. Under rättegångens pågående får vi se återblickar i Bergströms liv till när händelsen sker. Advokaten Wilkers känner Sven och hans familj väl. Bergströms hustru går till honom och städar.
Advokaten menar att Bergström ofrivilligt har dragits in i pokerspelet utan att vara medveten om de allvarliga följderna. Wilkers, advokaten, har själv råkat ut för ”speldjävulen” Alkryd och har förlorat massvis på pokerspelandet. Inte ens när hustrun måste föras till sjukhus slutar advokaten att spela och till följd av detta dör deras barn vid födseln. Hustrun lämnar honom efter detta.
Sven Bergström i sin tur hamnade i pokerhärvan på grund av att hans unge svåger, verkstadsarbetaren Pelle Axelsson, har råkat ut för pokerhajen Alkryd och skuldsatt sig. Alkryd, tillsammans med sin medhjälpare ’’Rövarn’’, åker runt på olika pokerturnéer för att lura industriarbetare när det är lönetid. Dessa har tränat varande i falskspel för att kunna lura nybörjare på pengar.
När de en gång spelar hos Sven Bergström under en måltid med kräftskiva och Pelles fästmö Ingalill gör bort sig ilsknar Pelle till lämnar Pelle henne och stugan. Bergström lovar dock att de kommer försonas igen och söker upp Pelle i pokergänget, där Pelle tillbringar större delen av sin fritid. Bergström övertar spelet från Pelle trots att han blir varnad av en äldre arbetskamrat som själv har hamnat i klistret hos Alkryd. 
Det dröjer inte länge innan även Bergström gör det. Han försummar både sitt jobb och sin familj och ljuger för sin familj om var han befinner sig, samt tömmer hustruns och dotterns bankkonton. Efter en spelnatt kommer Kalle till verkstaden och är väldigt trött. Han fastnar med handen i maskinen och tvingas att åka in till sjukhus. Läkarna meddelar att de är tvungna att amputera bort armen och efter det slutar Kalle med spelandet.
Alkryd och ’’Rövarn’’ hamnar en kväll i Långholmsparken i ett bråk om delningen av vinsterna efter deras spelande, och Bergström blandas in i bråket och slås medvetslös. När han sedan vaknar till märker han att ’’Rövarn’’ ligger skjuten i backen och att han har fått mordvapnet i handen. Han häktas för detta och han misstänkts för mord på ’’Rövarn’’. Efter en dramatisk händelse erkänner emellertid Alkryd mordet och Bergström frikänns.

## Skådespelare
- Stig Järrel
- Ingrid Backlin
- Kenne Fant
- Arne Källerud
- Lars Ekborg
- Margaretha Löwler
- Björn Berglund
- Magnus Kesster
- Siv Henriks
- Ragnar Klange
- Solveig Hedengran
- Sven Holmberg
- Birgit Nilsson
- Stig Johanson

### Skådespelare som inte är krediterade
- Gösta Bernhard
- Astrid Bodin
- Tord Stål
- Gustaf Färingborg
- Mille Schmidt
- Gösta Ericsson
- Mauritz Strömbom
- Anna-Stina Wåglund
- Curt Löwgren
- Eric Magnusson

## Om filmen
Filmens filmas in på AB Sandrew-Ateljéerna, Långholmen, Norr Mälarstrand, Katarinahissen, Södertörns Tingsrätt i Stockholm samt i Vendelsö i Österhaninge.
Under slutet av 40-talet var pokerspelandet på svenska arbetsplatser så omfattande att LO valde att starta en kampanj mot spelandet. Filmen medverkade dock inte i någon organiserad kampanj, utan var ett privat initiativ av Stig Järrel.